# 人民陣線站
人民陣線站（法語：Front Populaire）是巴黎地鐵的一個車站。人民陣線站開業於2012年12月18日，當時是巴黎地鐵12號線最北端的起點站。得名于历史上的法国人民阵线。

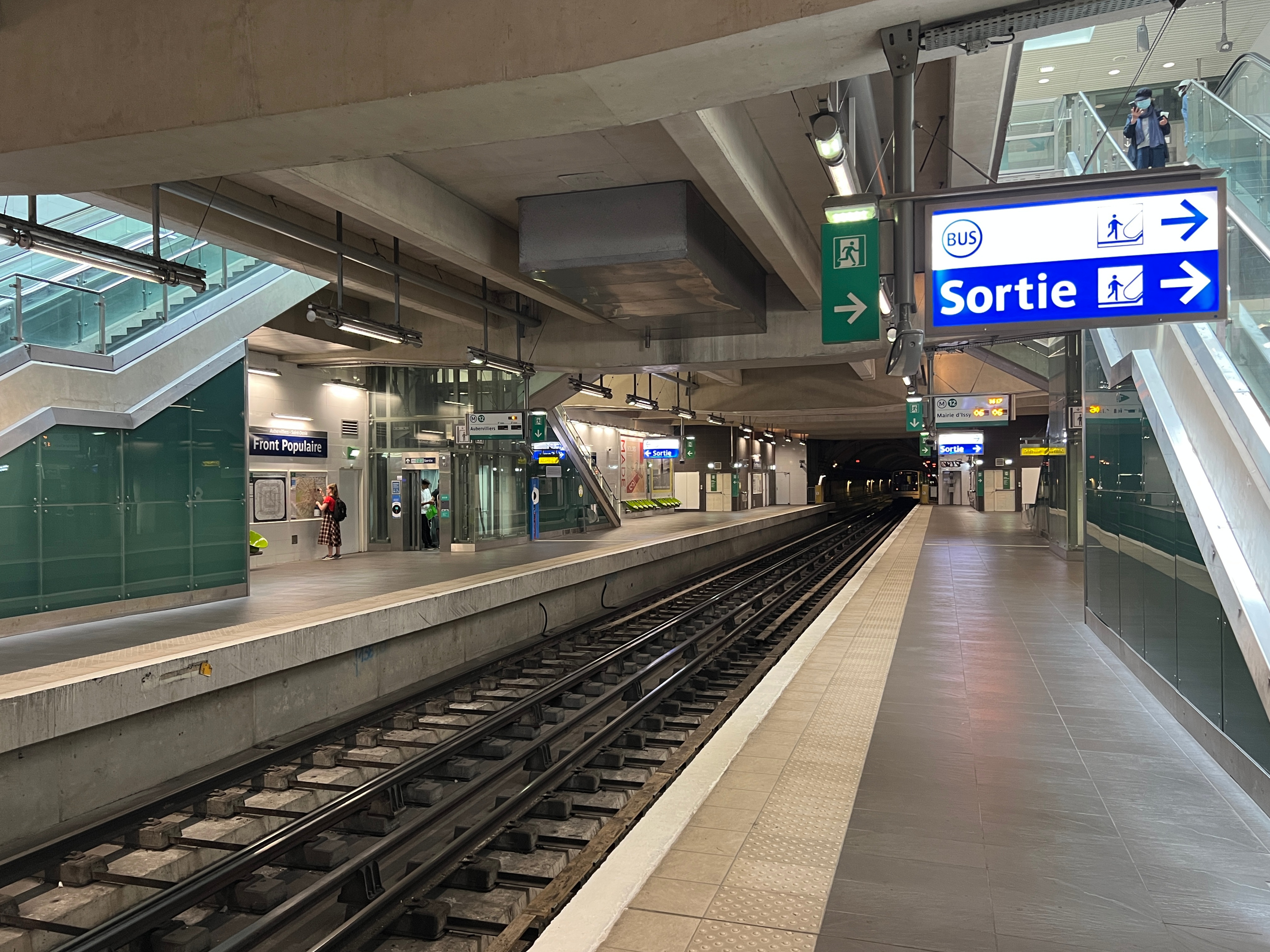
月台（2022年7月）

## 車站結構
| 街道層     |                    |                                  |
| B1         | 夾層               |                                  |
| 12號線月台 | 側式月台，右側開門 | 側式月台，右側開門               |
| 12號線月台 | 南行               | 往伊西市政府 （小教堂門）        |
| 12號線月台 | 北行               | 往奧貝維埃市政府 （艾梅·塞澤爾） |
| 12號線月台 | 側式月台，右側開門 |                                  |